# Ceratosauridae
 (décembre 2016).
Améliorez-le ou discutez des points à vérifier. 
Famille
Genres de rang inférieur
- Fosterovenator

Ceratosauridae (les cératosauridés), est une famille de dinosaures théropodes appartenant à l'infra-ordre (ou à la super-famille selon les classifications) des Ceratosauria (les cératosauriens).
La famille comprenait autrefois 3 genres valides :
- Ceratosaurus, qui était présent en Amérique du Nord, en Tanzanie, et au Portugal dans le Jurassique supérieur.
- Genyodectes, découvert en Argentine dans le Crétacé inférieur.
- Sarcosaurus

Il est possible qu'il y ait d'autres maigres fossiles de cératosauridés au Jurassique moyen à Madagascar, au Jurassique supérieur en Suisse ou éventuellement au Crétacé inférieur en Uruguay[réf. nécessaire].
Actuellement classée parmi les Ceratosauria, la famille des Ceratosauridae ne comprend plus qu'un seul genre : Fosterovenator Dalman 2014 avec une seule espèce : Fosterovenator churei Dalman 2014.
Ils étaient des dinosaures primitifs de taille moyenne longs d'environ 4 à 5 m, contemporains des Allosauroidea, des théropodes de plus grande taille.

## Classification
Othniel Charles Marsh avait nommé en 1884 la famille des Ceratosauridae pour contenir ce qu'il considérait l'espèce type Ceratosaurus nasicornis.
Depuis lors, un petit nombre de genres ont été extraits de cette famille, y compris Ceratosaurus.
Les paléontologues anciennement classant les fossiles selon leur morphologie, la famille des Ceratosauridae était utilisée comme un taxon poubelle, c'est-à-dire un taxon comprenant une grande variété de genres non apparentés comme Yangchuanosaurus ou Proceratosaurus[réf. nécessaire].
Les chercheurs[Qui ?] les ont crus apparentés avec les Allosauridae[réf. nécessaire].
Mais actuellement, cette petite famille est classée parmi les Ceratosauria qui comprennent surtout les genres Berberosaurus, Deltadromeus, Elaphrosaurus, Limusaurus, etc.

## Caractéristiques

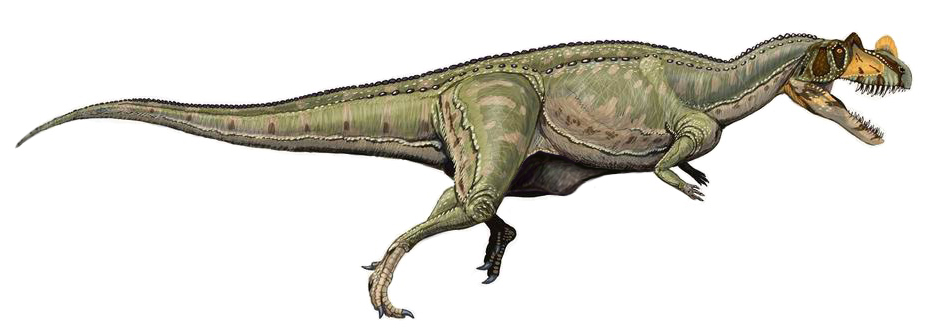
Reconstitution imagée d'un Ceratosaurus nasicornis (vue d'artiste).

En raison de la rareté des fossiles de Genyodectes, il est difficile de discerner de possibles synapomorphies de cette famille par rapport aux autapomorphies de Ceratosaurus.
Par exemple, le genre Ceratosaurus est différent des autres Ceratosauria par sa corne nasale, alors que pour le genre Genyodectes, n'a été trouvé qu'une mâchoire incomplète.
Nous ignorons donc s'il avait lui aussi une capophyse nasale, de sorte que les chercheurs ne peuvent pas établir une parenté entre les deux genres de Ceratosauridae.
Cependant, bien qu'ils possédaient les mêmes caractéristiques dentaires, surtout au niveau des prémaxillaires, ils se distinguaient par des différences anatomiques telles que le nombre de leurs dents.[réf. nécessaire].